# Куцев, Яков Афанасьевич
Яков Афанасьевич Куцев (26 декабря 1899, Белолуцк, Харьковская губерния — 24 апреля 1971, Москва) — советский военный деятель, генерал-лейтенант. Участник Гражданской войны и Великой Отечественной войны. Заместитель начальника Оперативного управления Главного оперативного управления Генерального Штаба ВС СССР.

## Биография
Родился в 1899 году в слободе Белолуцкой. 
В РККА с 1920 года, участник Гражданской войны. Член КПСС. 
Участник Великой Отечественной войны: заместитель начальника, начальник Юго-Западного направления Оперативного управления Главного оперативного управления Генерального Штаба ВС СССР.
Генерал — майор  (7.08.1943).
В послевоенное время — начальник Юго-Западного направления, заместитель начальника Оперативного управления Главного оперативного управления Генерального Штаба ВС СССР. Постановлением Президиума Крайовой Рады Народовой от 21 мая 1946 года был награждён орденом Virtuti Militari V класса.
Генерал — лейтенант  (18.02.1958).
Умер в 1971 году в Москве.  Похоронен на  Введенском кладбище.

## Награды
- Орден Ленина
- Орден Красного Знамени (четырежды)
- Орден Суворова II степени
- Орден Кутузова II степени (дважды)
- Орден Отечественной войны I степени

## Оценки
Генерал-майор Яков Афанасьевич Куцев отличался вдумчивостью. Аналитический склад мышления позволял ему видеть многое из того, что ускользало из поля зрения других. После войны он по заслугам был выдвинут на должность заместителя начальника управления Генштаба..

Куцев Яков Афанасьевич отличался исключительной выдержкой, некоторой скрытностью и чуточку медлительностью. Он приступал к делу не сразу и не вдруг говорил о неприятных вещах. Вначале обдумывал, что и как преподнести, осмысливал и в крайне неподходящий момент, причем не в прямой форме, давал возможность подчинённому осознать свою оплошность.